# Шанијер (Вијена)
Шанијер (фр. Champniers) насеље је и општина у западној Француској у региону Поату-Шарант, у департману Вијена која припада префектури Монморијон.
По подацима из 2011. године у општини је живело 358 становника, а густина насељености је износила 17,87 становника/km². Општина се простире на површини од 20,03 km². Налази се на средњој надморској висини од 148 метара (максималној 157 m, а минималној 124 m).

## Демографија
| 1962. | 1968. | 1975. | 1982. | 1990. | 1999. | 2011. |
| ----- | ----- | ----- | ----- | ----- | ----- | ----- |
| 398   | 502   | 400   | 398   | 400   | 348   | 358   |

График промене броја становника у току последњих година